# Trần Quang Tùy
Trần Quang Tùy (15 tháng 11 năm 1928 - 15 tháng 5 năm 2022) là một sĩ quan cao cấp của Quân đội nhân dân Việt Nam, hàm Thiếu tướng, nguyên Phó chủ nhiệm Chính trị.

## Khen thưởng
- Huân chương Lao động hạng Ba;
- Huân chương Quân công hạng Nhì;
- Huân chương Kháng chiến chống Pháp hạng Nhất;
- Huân chương Kháng chiến chống Mỹ, cứu nước hạng Nhất;
- Huy chương Chiến công hạng Nhất, Nhì, Ba;
- Huy chương Chiến sĩ vẻ vang hạng Nhất, Nhì, Ba;
- Huy chương Quân kỳ Quyết thắng;
- Huy hiệu 75 năm tuổi Đảng.

## Lịch sử thụ phong quân hàm
| Năm thụ phong | Tháng 4 - 1984                                  |
| ------------- | ----------------------------------------------- |
| Quân hàm      | Tập tin:Vietnam People's Army Major General.jpg |
| Cấp bậc       | Thiếu tướng                                     |